# Une intrigue à la cour d'Henri VIII
Pour plus de détails, voir Fiche technique et Distribution.
Une intrigue à la cour d'Henri VIII est un film français réalisé en 1912 par Camille de Morlhon.

## Synopsis
La vie du roi d'Angleterre Henri VIII et les intrigues de Jane Seymour pour monter sur le trône après la répudiation en 1533 de la reine Catherine d'Aragon...

## Fiche technique
- Réalisation : Camille de Morlhon
- Scénario : Camille de Morlhon, Jean-Joseph Renaud
- Société de production : Pathé Frères (Série d'Art Pathé Frères (SAPF))
- Société de distribution : Pathé Frères
- Pays : France
- Genre : Drame historique
- Format : Muet - Noir et blanc - 1,33:1 - 35 mm
- Métrage : 800 m
- Durée : 14 minutes
- Date de sortie :
  -  France : 10 janvier 1912
  -  États-Unis : 5 novembre 1912
- Autres titres connus :
  -  États-Unis : Anne Boleyn

## Distribution
- Henri Étiévant : Henri VIII
- Léontine Massart : Anne Boleyn
- Madeleine Roch : Jane Seymour
- Auguste Volny : Thomas Cranmer
- Henry Krauss
- Edmond Duquesne